# شرفث
شَرْفَث أو فخر الثلوج (الاسم العلمي: Chionodoxa)، هو جنس صغير من النباتات المُزهرة المعمرة المنتفخة من فصيلة الهليونية. متوطن في شرق البحر الأبيض المتوسط، وتحديدًا في كريت وقبرص وتركيا. تظهر الزهورها الزرقاء أو البيضاء أو الوردية في وقت مبكر من العام مما يجعلها نباتات حديقية قيمة.